# Le Desperado des plaines
Le Desperado des plaines (titre original Cole Younger, Gunfighter) est un film américain réalisé par R. G. Springsteen, sorti en 1958.

## Fiche technique
- Titre original : Cole Younger, Gunfighter
- Titre français : Le Desperado des plaines
- Réalisation : R. G. Springsteen
- Scénario : Daniel Mainwaring d'après le roman The Desperado de Clifton Adams
- Chef opérateur : Harry Neumann
- Musique : Marlin Skiles
- Production : Ben Schwalb
- Couleur : DeLuxe
- Durée du film : 78 minutes
- Genre : western
- Date de sortie 
  - États-Unis : 30 mars 1958

## Distribution
- Frank Lovejoy : Cole Younger
- James Best : Kit Caswell
- Abby Dalton : Lucy Antrim
- Jan Merlin : Frank Wittrock
- Douglas Spencer : Marshal Fred Woodruff
- Ainslie Pryor : Capitaine Follyard
- Frank Ferguson : Sheriff Ralph Wittrock
- Myron Healey : Phil Bennett / Charlie Bennett
- George Keymas : Sergent Price
- Dan Sheridan : Phelps
- John Mitchum : Rand City Bartender